# Rudoliczka szarobrzucha
Rudoliczka szarobrzucha (Poospiza baeri) – gatunek małego ptaka z rodziny tanagrowatych (Thraupidae). Występuje w górach północno-zachodniej Argentyny i południowej Boliwii. Nie jest zagrożony wyginięciem. Nie wyróżnia się podgatunków.

## Występowanie i środowisko
Rudoliczka szarobrzucha występuje przede wszystkim w północno-zachodniej Argentynie. Istnieją także doniesienia o obserwacjach tego gatunku w południowej Boliwii (w departamencie Tarija). W Argentynie został zaobserwowany w górach Sierra del Manchao i Sierra de Ambato w prowincji Catamarca, na wschodnich stokach gór Sierra del Aconquija (Park Narodowy Aconquija) i Sierra de Medina w prowincji Tucumán, a także w pojedynczych lokalizacjach w prowincjach Salta, La Rioja i Jujuy.
Gatunek zamieszkuje trawiastą formację puna z gęstymi zaroślami oraz krzewiaste zadrzewienia na półwilgotnych do półsuchych stromych brzegach wąwozów oraz nad brzegami potoków. Sporadycznie odnotowywany jest na przyległych terenach skalistych i obrzeżach lasów, zdarza się mu też schodzić w dół do ogrodów, zwłaszcza w czasie intensywnych opadów śniegu. Występuje zazwyczaj w przedziale wysokości 2500–3100 m n.p.m. W południowej części zasięgu rudoliczki szarobrzuche zimą wydają się schodzić na niższe wysokości do około 1200 m n.p.m.

## Morfologia
Długość ciała 16,5–18 cm, masa ciała 31,5–34,5 g.
Upierzenie w większości szare; rudopomarańczowe czoło, brew, pasek pod okiem, gardło, górna część piersi oraz pokrywy podogonowe; obszar od dolnej części brzucha po kloakę jasnoszary do białawego. Nogi szarawe. Obie płcie są do siebie podobne, ale u samicy zasięg barwy rudopomarańczowej na gardle i w górnej części piersi jest mniejszy.

## Pożywienie
Prawdopodobnie żywi się stawonogami i nasionami.

## Status
W  Czerwonej księdze gatunków zagrożonych IUCN rudoliczka szarobrzucha od 2024 roku jest klasyfikowana jako gatunek najmniejszej troski (LC – Least Concern); wcześniej, od 1994 roku uznawano ją za gatunek narażony (VU – Vulnerable). Populacja jest szacowana na 2500–9999 dorosłych osobników i jest pofragmentowana. Trend liczebności populacji nie jest znany.